# Traficul de persoane în Albania
Albania a ratificat Protocolul ONU TIP din 2000 în august 2002.
Albania este o țară de origine pentru bărbați, femei și copii supuși traficului de persoane, în special prostituției forțate și muncii forțate, inclusiv cerșetoriei forțate a copiilor. Victimele albaneze sunt supuse condițiilor de muncă forțată și traficului sexual în Albania și în Italia, Macedonia de Nord, Kosovo și Europa de Vest. Aproximativ jumătate dintre victimele referite pentru îngrijire în țară în 2009 erau albaneze; acestea erau în principal femei și fete supuse condițiilor de prostituție forțată în hoteluri și reședințe private din Tirana, Durrës, Elbasan și Vlorë. Copiii au fost exploatați în principal pentru cerșetorie și alte forme de muncă forțată. Există dovezi că bărbații albanezi au fost supuși condițiilor de muncă forțată în sectorul agricol din Grecia și alte țări vecine.
Guvernul Albaniei depune eforturi semnificative pentru a combate traficul de persoane. Și-a îmbunătățit capacitatea de a identifica, proteja și reintegra victimele traficului. De asemenea, a urmărit penal cu succes unii infractori implicați în traficul sexual, impunând pedepse semnificative. În martie 2009, guvernul a aprobat o modificare a legii privind Asistența Socială, care va oferi victimelor traficului aceleași beneficii sociale acordate altor grupuri vulnerabile din Albania și va asigura finanțare guvernamentală pentru adăposturi. Guvernul continuă să urmărească și să analizeze tendințele traficului printr-o bază de date națională. Oficialii guvernamentali au sporit atenția publică asupra traficului în Albania. Există însă preocupări serioase cu privire la protecția victimelor care au depus mărturie împotriva traficanților lor. Guvernul nu a urmărit penal cu vigoare infractorii implicați în traficul de muncă. Din cauza lipsei de voință politică și a corupției din unele agenții guvernamentale cheie, guvernul a fost uneori mai puțin energic în urmărirea penală a traficului de persoane. În 2013, Albania a introdus pedepse mai aspre pentru traficul de persoane, dar au fost foarte puține arestări. În 2013, doar trei persoane au fost condamnate pentru trafic de persoane, iar în 2014, conform Departamentului de Stat al SUA, doar nouă au fost condamnate. În 2015, Coaliția Națională a Adăposturilor Anti-Trafic (NCATS) a raportat 85 de cazuri de trafic de persoane. Cu toate acestea, ei estimează că numărul este mult mai mare. Fetele și femeile sărace, manipulate prin căsătorii false și oportunități de angajare false, sunt menționate ca fiind deosebit de vulnerabile. Celălalt grup de victime include copiii, persoanele sărace și excluse social, migranții economici, refugiații și victimele violenței domestice și ale altor forme de abuz.
Biroul pentru Monitorizarea și Combaterea Traficului de Persoane al Departamentului de Stat al SUA a plasat țara în "Nivelul 2" în 2017. Statisticile de la Agenția Națională de Combatere a Criminalității din Marea Britanie au arătat că în 2017 majoritatea victimelor traficului de persoane sunt albanezi exploatați ca forță de muncă ieftină sau în industria sexului. Țara a rămas la Nivelul 2 în 2023.
În 2023, Indicele Criminalității Organizate a acordat țării un scor de 5 din 10 pentru traficul de persoane, notând un sprijin îmbunătățit pentru victime.

## Urmărirea penală
Albania interzice penal traficul sexual și traficul de muncă prin codul său penal, care prevede pedepse de la 5 la 15 ani de închisoare. De la căderea comunismului în Albania la începutul anilor 1990, comerțul cu femei albaneze tinere s-a extins în Europa de Vest, la fel ca și comerțul cu femei din Europa de Est pentru sclavie sexuală.
Aceste pedepse depășesc cele prevăzute pentru alte infracțiuni grave, cum ar fi violul. Divizia Poliției de Stat a raportat că a investigat un total de 35 de suspecți traficanți în 2009. Guvernul a urmărit penal 31 de suspecți traficanți în 2009, condamnând 11 dintre ei; acest lucru contrastează cu 26 de traficanți condamnați în 2008 și șapte în 2007. Toate urmăririle penale și condamnările au implicat traficul sexual de femei sau copii. În 2009, sentințele impuse traficanților condamnați au variat între 5 și 16 ani de închisoare. Corupția răspândită la toate nivelurile și în toate sectoarele societății albaneze a împiedicat serios capacitatea guvernului de a aborda problema traficului de persoane, potrivit observatorilor locali. Curtea Supremă a anulat condamnările traficanților în două cazuri în 2009. În ianuarie 2009, guvernul a raportat că a dublat numărul de anchetatori de poliție pentru a investiga traficul. Curtea pentru Crime Grave a confiscat active și proprietăți ale traficanților în valoare de 268.115 dolari în 2009.
În 2019, guvernul a dublat bugetul Oficiului Coordonatorului Național Anti-Trafic (ONAC), dar, cu toate acestea, guvernul nu îndeplinește toate standardele minime. Deoarece guvernul a investigat mai puține cazuri, 2019 a înregistrat cel mai scăzut nivel de urmăriri penale raportate în patru ani. Cu toate acestea, deoarece depune eforturi semnificative pentru a îndeplini standardele minime conform raportului Departamentului de Stat al SUA din 2020 privind traficul de persoane, Albania rămâne la Nivelul 2.
Guvernul Albaniei a luat unele măsuri pentru a-și îmbunătăți eforturile de identificare și protecție a victimelor traficului. Guvernul a implementat un Mecanism Național de Referire și a organizat întâlniri cu părțile interesate relevante pentru a-i îmbunătăți funcționarea. A identificat 94 de victime ale traficului în 2009, comparativ cu 108 în 2008. Singurul adăpost guvernamental a asistat 24 de victime, iar ONG-urile au asistat 70 în 2009. În 2009, guvernul a oferit formare profesională gratuită pentru 38 de victime, a acordat 11 împrumuturi de microcredit pentru a începe afaceri private și a integrat cinci victime în școli. În ianuarie 2010, a aprobat un proiect de lege pentru a oferi asistență socială victimelor traficului, acoperind perioada dintre părăsirea adăposturilor și găsirea unui loc de muncă. Adăposturile gestionate de ONG-uri au continuat să se bazeze în principal pe fonduri de la donatori internaționali pentru a oferi servicii complete victimelor traficului. Guvernul finanțează și operează un centru de primire care găzduiește atât victime ale traficului, cât și migranți străini neregulamentari identificați pe teritoriul albanez; cu toate acestea, libertatea de mișcare a victimelor este adesea restricționată în acest centru de înaltă securitate. Guvernul nu penalizează victimele pentru actele ilegale comise în legătură cu traficul lor și, conform legii, oferă alternative legale la îndepărtarea victimelor străine în țări în care ar putea întâmpina dificultăți sau represalii.
Guvernul încurajează victimele să participe la investigațiile și urmăririle penale ale traficanților; cu toate acestea, victimele refuză adesea să depună mărturie sau își schimbă mărturia ca urmare a intimidării sau a fricii de intimidare din partea traficanților. În unele cazuri din 2009, poliția nu a oferit nicio protecție victimelor traficului atunci când au depus mărturie împotriva traficanților lor, forțând victimele să se bazeze exclusiv pe ONG-uri pentru protecție. În 2009, o victimă-martor a primit azil într-o altă țară din cauza amenințărilor continue din partea traficantului la adresa ei și a familiei sale și a preocupărilor că guvernul nu o poate proteja în mod adecvat. Parchetul General nu a solicitat protecția martorilor pentru victimele traficului în 2009.

## Prevenire
În 2010, Guvernul Albaniei a colaborat cu organizații și experți internaționali, cum ar fi Dr. Gilly McKenzie de la Națiunile Unite și Interpol, pentru a implementa activități de prevenire a traficului de persoane, menite să informeze publicul și grupurile vulnerabile cu privire la trafic. Biroul Coordonatorului Național gestionează grupuri de lucru regionale anti-trafic, compuse din părțile interesate relevante. Cu toate acestea, se pare că aceste grupuri de lucru nu includ întotdeauna actori ai societății civile și nu abordează eficient cazurile de trafic aduse în atenția lor. Guvernul finanțează o linie telefonică națională gratuită, disponibilă 24 de ore pe zi, pentru victimele și potențialele victime ale traficului. În noiembrie 2009, guvernul a adoptat o legislație pentru a îmbunătăți procesul de înregistrare a noilor nașteri și a persoanelor din comunitatea romă; procedurile greoaie anterioare făceau ca albanezii neînregistrați și romii să fie extrem de vulnerabili la trafic.